# Fetchmail
Fetchmail è un software open source per sistemi POSIX che può essere usato per ricevere e inviare e-mail con protocollo POP3, IMAP, ETRN e ODMR.

## Derivazione
Fetchmail deriva dall'originario popclient, scritto da Carl Harris.

## Motivi del suo successo
Fetchmail è famoso perché il suo autore Eric Raymond lo ha usato nel suo libro La cattedrale e il bazaar per descrivere il modello di sviluppo a bazaar.

## Critiche al design
Molti programmatori, come Dan Bernstein, il creatore di getmail Charles Cazabon e lo sviluppatore di FreeBSD Terry Lambert hanno criticato il design di fetchmail per le sue falle di sicurezza.